# Pieter van Ruitenburg

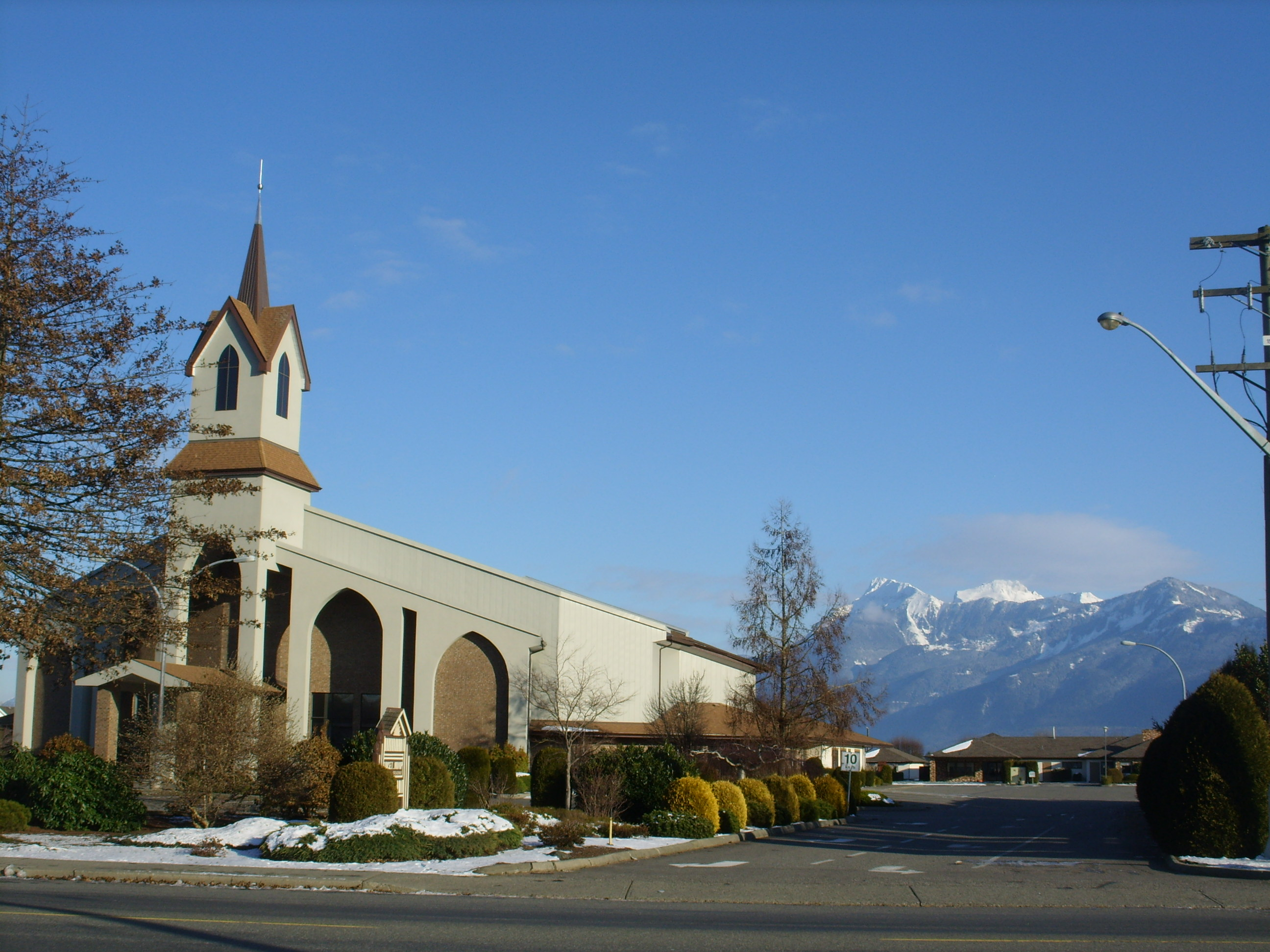
De Bethelkerk in Chilliwack waar Van Ruitenburg sinds 1996 predikant is.

Pieter van Ruitenburg (1953) is een predikant en auteur binnen het kerkverband van de Netherlands Reformed Congregations, de zusterkerk van de Gereformeerde Gemeenten in de VS en Canada.

## Levensloop
Na zijn theologiestudie aan de Rijksuniversiteit Utrecht met als hoofdvak Oude Testament, wordt Van Ruitenburg docent aan de Driestar Hogeschool te Gouda. Op 32-jarige leeftijd wordt hij predikant in de Gereformeerde Gemeenten te Meliskerke en vijf jaar later in Dordrecht. Sinds 1996 is hij verbonden aan de Bethelkerk van Chilliwack in Canada. Ds. Van Ruitenburg is mede bekend geworden door de vele boeken van zijn hand, die goed verkocht worden binnen de reformatorische gezindte in Nederland en Noord-Amerika. Over het algemeen zijn het niet al te dikke boeken met namen als Een hele verandering, Als God je bekeert, Vroeg zoeken, Aan moeder en Een mooie leeftijd. De predikant zette ook een serie op met bijbeloverdenkingen: over onder andere het leven na de dood, over wat geloven wel en niet is en hoe met elkaar om te gaan in huwelijk en gezin. Hij begon ook een serie met handzame boekjes over de heilsfeiten. Er verschenen ook enkele Engelstalige boeken van zijn hand: True Believing, Know the Lord en Good Old Age.